# 曹寶兒
曹寶兒（： Cho Bo-ah */?，1991年8月22日—），本名曹寶潤（조보윤），韓國女演員，名字常被誤譯為趙寶兒，2012年以電視劇《閉嘴！花美男樂團》出道。

## 演藝經歷
曹寶兒1991年出生於首爾特别市，大田磐石高中畢業後夢想成為一名空服員，2011年考入韓瑞大學航空觀光系就讀，後被演員這個職業所吸引，不顧父母反對，2012年重新考入成均館大學表演藝術系。
2011年曹寶兒在韓日合拍劇《戀愛滿屋之彩虹玫瑰》中扮演小角色，並客串演出情景喜劇《住在清潭洞》；同年12月參加了SidusHQ參與製作的選秀節目《Made in U》，但在2012年2月退出比賽，轉往戲劇發展，並與SidusHQ簽訂專屬合約，正式開始了演員活動。
2012年1月30日在《閉嘴！花美男樂團》擔當女主角並為其出道作品，在劇中因美貌而被稱作繆斯；同年10月出演古裝劇《馬醫》，但演技受到了苛評。因此她重新參選試鏡，以1比250的競爭者中勝出，在電影《忌愛》擔任女主角，片中瘋狂迷戀已婚體育老師的女高中生情感令人不寒而慄，一掃之前的演技爭議。但之後主演的浪漫愛情喜劇《剩餘公主》因收視率低迷至1%以下，原定14集縮編至10集，草草收尾。
之後她一直嘗試不同類型的作品，包括懸疑推理劇《失蹤的黑色M》、週末連續劇《拜託了，媽媽》、《愛情的溫度》等。2018年在《離別已別離》飾演21歲未婚懷孕的女大學生，將與男友母親之間的矛盾、溝通和成長刻畫得淋漓盡致，展現了令人印象深刻的演技，也獲得了MBC演技大獎的女子優秀演技獎。直到2020年與李棟旭搭檔的《九尾狐傳》熱播，以大膽自信的角色魅力，讓她獲得海內外更多觀眾的認同。
2025年的《吞金》除了是曹寶兒婚後首部作品，也是被她視為邁入30歲的職涯轉捩點。

## 個人生活
2014年與溫朱莞因拍攝《剩餘公主》結緣，兩人於2015年3月公開交往，但於2017年1月結束兩年戀情。
2024年10月12日曹宝儿与圈外男友在韩国首尔举行了非公开婚礼。

## 影視作品

### 劇集
| 年份   | 平台         | 劇名                           | 角色         | 備註     |
| 2011年 | JTBC         | 住在清潭洞                     | 寶兒         | 客串     |
| 2012年 | tvN          | 閉嘴！花美男樂團               | 林秀娥       | 主演     |
| 2012年 | TX           | 戀愛滿屋之彩虹玫瑰             | 寶兒         |          |
| 2012年 | MBC          | 馬醫                           | 徐恩瑞       | 主演     |
| 2014年 | tvN          | 剩餘公主                       | 金哈妮       | 主演     |
| 2015年 | OCN          | 失蹤的黑色M                    | 陳芮濬       |          |
| 2015年 | KBS2         | 拜託了，媽媽                   | 張采莉       |          |
| 2015年 | Naver TVcast | 戀愛細胞2                      | 趙藝春       |          |
| 2016年 | MBC          | Monster                        | 都莘盈       |          |
| 2016年 | KBS2         | 住在我家的男人                 | 都麗珠       | 主演     |
| 2017年 | KBS2         | KBS Drama Special—請讓我們見面 | 李秀智       | 主演     |
| 2017年 | SBS          | 愛情的溫度                     | 池虹雅       | 主演     |
| 2018年 | MBC          | 離別已別離                     | 鄭曉         | 主演     |
| 2018年 | SBS          | 福秀回來了                     | 孫秀晶       | 主演     |
| 2020年 | KBS2         | Forest                         | 鄭英彩       | 主演     |
| 2020年 | tvN          | 九尾狐傳                       | 南智雅／峨音 | 主演     |
| 2022年 | tvN          | 軍檢察官多伯曼                 | 車宇茵       | 主演     |
| 2023年 | tvN          | 九尾狐傳1938                   | 南智雅       | 特別出演 |
| 2023年 | JTBC         | 戀愛不可抗力                   | 李洪朝       | 主演     |
| 2025年 | tvN          | 離婚保險                       | 僧人         | 特別出演 |
| 2025年 | Netflix      | 吞金                           | 瀋缺離       | 主演     |
| 待公布 | Disney+      | 山寨人生                       | 宋慧貞       | 主演     |

### 電影
| 年份   | 片名 | 角色 | 備註 |
| 2014年 | 忌愛 | 英恩 |      |

### MV
| 年份   | 歌手 | 曲目         | 備註 |
| 2016年 | BTOB | 春天的記憶   |      |
| 2020年 | 請夏 | 說真的厭倦了 |      |

## 綜藝節目
| 年份                        | 日期                        | 電視台  | 節目名稱                  | 集數     |
| 2012年                      | 1月7日—5月13日              | JTBC    | Made in U                 | [ 註 2 ] |
| 2017年                      | 4月21日—5月12日             | SBS     | 叢林的法則—蘇門答臘篇     | 4        |
| 2018年3月23日—2019年3月27日 | 2018年3月23日—2019年3月27日 | SBS     | 白種元的胡同餐館          | E11-E59  |
| 2021年                      | 11月20日—12月11日           | Netflix | New World：虚拟货币争霸战 | 8        |
| 2024年                      | 2月18日—5月5日              | tvN     | 帳篷外面是歐洲南法篇      | 11       |

## 主持
| 年份   | 日期     | 電視台  | 節目名稱            | 合作藝人       | 備註     |
| 2013年 | 4月4日   | Mnet    | M! Countdown        | 金宇彬         | 特別主持 |
| 2013年 | 4月11日  | Mnet    | M! Countdown        | 金宇彬         | 特別主持 |
| 2018年 | 9月8日   | MBC     | 2018 DMC Festival   | 珉豪           | [ 26 ]   |
| 2018年 | 12月25日 | SBS     | SBS歌謠大戰         | 全炫茂         | [ 27 ]   |
| 2019年 | 8月28日  | SBS     | 首爾國際電視節      | 全炫茂         | [ 28 ]   |
| 2020年 | 1月30日  | KBS Joy | 首爾歌謠大賞        | 申東燁、金希澈 | [ 29 ]   |
| 2020年 | 10月1日  | TV朝鮮  | 2020 Trot Awards    | 金聖柱、林英雄 | [ 30 ]   |
| 2020年 | 12月31日 | KBS2    | KBS演技大獎         | 都慶完、李相燁 | [ 31 ]   |
| 2021年 | 8月12日  | KBS2    | 韓國舞台—南原廣寒樓 | -              | [ 32 ]   |

## 公益大使
- 2016年：中央選舉管理委員會選舉宣傳大使[33]
- 2018年：Heart to Heart基金會大使[34]
- 2020年：消防廳名譽消防員[35]
- 2021年：韓國促銷節公關大使[36]
- 2022年：國稅廳宣傳大使暨模範納稅人總統表彰[37]
- 2024年：國家遺產形象宣傳大使[38]

## 提名與獲獎列表
| 年度   | 頒獎典禮              | 提名獎項                        | 作品             | 結果 |
| 2015年 | 第28屆畫梅獎          | 最佳新人演技獎                  | 拜託了，媽媽     | 獲獎 |
| 2015年 | KBS演技大賞           | 女子新人獎                      | 拜託了，媽媽     | 提名 |
| 2015年 | KBS演技大賞           | 女子人氣獎                      | 拜託了，媽媽     | 獲獎 |
| 2015年 | KBS演技大賞           | 最佳情侶獎（與崔泰俊）          | 拜託了，媽媽     | 提名 |
| 2016年 | MBC演技大賞           | 女子新人獎                      | Monster          | 獲獎 |
| 2016年 | MBC演技大賞           | 特別企劃部門 女子優秀演技獎     | Monster          | 提名 |
| 2016年 | KBS演技大賞           | 迷你電視劇部門 女子優秀演技獎   | 住在我家的男人   | 提名 |
| 2017年 | SBS演技大賞           | 女子新人獎                      | 愛情的溫度       | 提名 |
| 2017年 | SBS演技大賞           | 月火劇部門 女子優秀演技獎       | 愛情的溫度       | 提名 |
| 2017年 | SBS演藝大賞           | 最佳挑戰獎                      | 叢林的法則       | 獲獎 |
| 2018年 | APAN Star Awards      | 長篇電視劇 女子優秀演技賞       | 離別已別離       | 獲獎 |
| 2018年 | 第2屆The Seoul Awards | 女子新人獎                      | 離別已別離       | 獲獎 |
| 2018年 | MBC演技大獎           | 週末特別企劃部門 女子優秀演技獎 | 離別已別離       | 獲獎 |
| 2018年 | SBS演藝大賞           | Variety類 優秀獎                | 白種元的胡同餐館 | 獲獎 |
| 2019年 | SBS演技大賞           | 迷你劇部門 女子優秀演技獎       | 福秀回來了       | 提名 |
| 2020年 | KBS演技大賞           | 迷你電視劇部門 女子優秀演技賞   | Forest           | 提名 |
| 2020年 | KBS演技大賞           | 最佳情侶獎（與朴海鎮）          | Forest           | 獲獎 |
| 2020年 | KBS演技大賞           | 女子人氣獎                      | Forest           | 獲獎 |

## 外部連結
- 曹寶兒的Instagram帳戶
- 曹寶兒在NAVER上的资料
- 曹寶兒在Daum上的资料
- 曹寶兒在韩国电影数据库（KMDb）上的資料（韓語）
- 曹寶兒在HanCinema的頁面（英文）
- 曹寶兒在豆瓣上的资料（简体中文）